# Scorpiurium deflexifolium
Scorpiurium deflexifolium là một loài Rêu trong họ Brachytheciaceae. Loài này được (Solms) M. Fleisch. & Loeske miêu tả khoa học đầu tiên năm 1907.